# والس (کلودل)

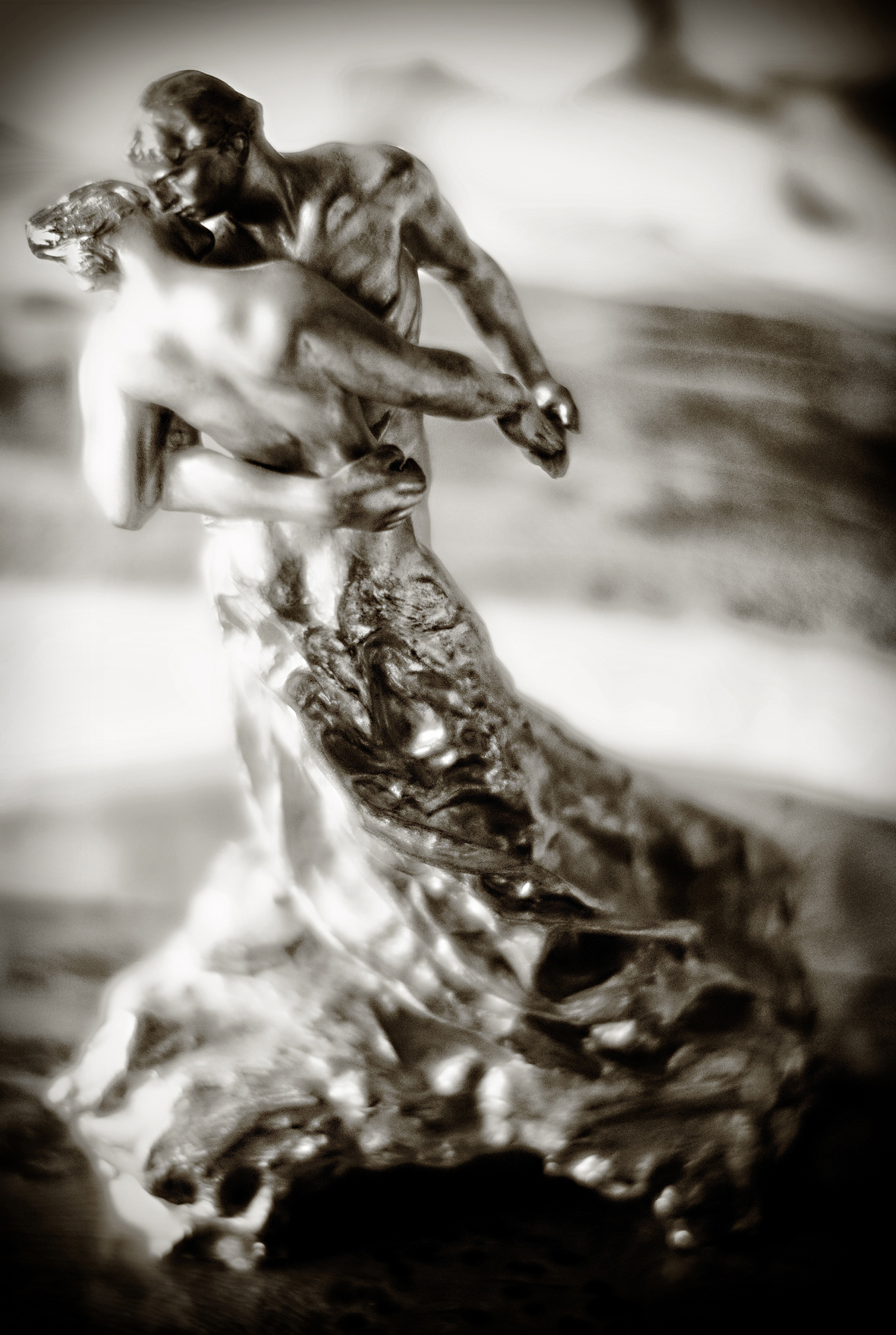
والس، قالب ۱۹۰۵ از نسخه دوم

والس (به فرانسوی: La valse)، (به انگلیسی: The Waltz) یا رقصنده‌ها مجسمه ای از هنرمند فرانسوی کامی کلودل است. این دو چهره، یک مرد و یک زن را نشان می‌دهد که در هنگام رقص یک والس، در آغوش عاشقانه هم محبوس شده‌اند. این اثر با الهام از روابط عاشقانه کامی کلودل با مربی و کارفرمای خود آگوست رودن ساخته شده‌است. نسخه‌های مختلفی از سال ۱۸۸۹ تا ۱۹۰۵ ساخته شد، ابتدا در گچ مدل‌سازی و بعدها در برنز اجرا شد. نمونه‌ها در موزه رودن و موزه کامی کلودل نگهداری می‌شود.

## زمینه
کلودل هنگام تحصیل با آلفرد بوشه در پاریس برای اولین بار در سال ۱۸۸۳، در سن ۱۹ سالگی با رودن آشنا شد. وی در حدود سال ۱۸۸۴ به کارگاه او پیوست و در آنجا به او در اجرای کارهایی چون دروازه‌های جهنم و شهروندان کاله کمک کرد. او هم چنین تحت هدایت رودن روی مجسمه‌های شخصی خود کار کرد. آن‌ها به سرعت در یک رابطه عاشقانه پرشور قرار گرفتند. کلودل از عدم تمایل رودن برای جدایی از معشوقه دیرینه خود، رز بوره، ناامید شد و رابطه عاشقانه آن‌ها در سال ۱۸۹۲ به پایان رسید.

## توضیحات
کلودل در سال ۱۸۸۹ شروع به کار روی والس کرد، در حالی که رابطه او با رودن هنوز پرشور بود. همان‌طور که در ابتدا دیده می‌شود، این اثر دو رقصنده برهنه، یک مرد و یک زن را در یک تابلوی رقص به تصویر می‌کشد که لحظه ای در آغوش عاشقانه یکدیگر منجمد می‌شوند. سر این زن به آرامی روی شانه راست مرد استوار است و بدن آن‌ها به صورت روان در یک شکل واحد به هم می‌پیوندد و مرد سر خود را به سمت صورت زن می‌چرخاند گویی که او را می‌بوسد.